# Clorzoxazona
La clorzoxazona (DCI) es un relajante muscular de acción central que se utiliza para tratar los espasmos musculares y el dolor o malestar resultante. Actúa sobre la médula espinal mediante reflejos deprimentes. Se vende bajo los nombres comerciales "'Lorzone'", Paraflex y Muscol y en forma combinada como Parafonforte, una combinación de clorzoxazona y acetaminofen (paracetamol). Los posibles efectos secundarios incluyen mareos, vértigo, malestar, náuseas, vómitos y disfunción hepática. Usado con acetaminofeno tiene un riesgo adicional de hepatoxicidad,[se necesita cita médica], por lo que no se recomienda la combinación. También puede administrarse para el dolor agudo en general y para la cefalea tensional (cefalea por contracción muscular).
Al igual que la metaxalona, no se ha identificado ningún mecanismo de acción específico para la clorzoxazona, siendo la depresión general del sistema nervioso central el único aspecto actualmente aceptado para sus beneficios médicos. La búsqueda del mecanismo de acción exacto está en curso, pero es limitada debido a la existencia de relajantes musculares seguros más eficaces (por ejemplo, diazepam, ciclobenzaprina, tizanidina), lo que limita en gran medida el beneficio potencial de identificar nuevos compuestos que comparten el mecanismo de acción de la clozoxazona.